# Karabin maszynowy Breda Mod. 37
Breda 37 (pełna nazwa Mitragliatrice Breda modello 37) – ciężki karabin maszynowy zaprojektowany w 1937 w zakładach Breda i używany w czasie II światowej przez wojska włoskie.
Karabin ten działał na zasadzie bardzo zbliżonej do innego karabinu firmy Breda – Breda 30, jednak w odróżnieniu od tamtego modelu, zrezygnowano z wbudowanej do broni olejarki, co znaczyło, że przed użyciem naboje musiały być ręcznie pokryte olejem, co powodowało podobne problemy z zanieczyszczeniem broni.
Dość unikatowy był system ładowania tej broni częściowo zapożyczony z karabinów maszynowych typu Hotchkiss. Sztywna, metalowa taśma z 20 nabojami wkładana była z lewego boku karabinu, w miarę wystrzeliwania naboi przesuwała się w prawo i w końcu wypadała z karabinu. W odróżnieniu od Hotchkissa, łuski nie były wyrzucane na zewnątrz po wystrzeleniu, ale były one z powrotem wkładane do ładownika. Takie rozwiązanie może świadczyć o tym, że Breda 37 była projektowana jako broń pokładowa. W broni stosowanej jako ckm konieczność usuwania łusek przed ponownym ładowaniem taśmy była dużą wadą.